# Québec solidaire
Québec solidaire  ist eine linke, demokratisch-sozialistische Partei in der kanadischen Provinz Québec, die der Souveränitätsbewegung zugerechnet wird.

## Geschichte
Québec solidaire entstand am 4. Februar 2006 in Montreal durch den Zusammenschluss der linken Partei Union des Forces Progressistes (UFP) und der politischen Altermondialismus-Bewegung Option Citoyenne. Françoise David und Amir Khadir wurden als die beiden Sprecher bei der Gründung der Partei genannt. Das erste politische Auftreten der Partei war die Nominierung einer Kandidatin, Manon Massé, bei einer Nachwahl am 10. April 2006 im Wahlkreis Sainte-Marie-Saint-Jacques. Sie erhielt 22 % der Stimmen.
Québec solidaire bestritt die Provinzwahlen 2007 in Québec. Die Partei gewann 3,65 % der Stimmen und erhielt 144.418 Stimmen, errang aber keine Mandate. Ein Jahr später forderte die liberale Minderheitsregierung von Jean Charest Neuwahlen. Bei der Provinzwahl 2008 gewann die Partei ihr erstes Mandat, wobei der Vorsitzende Amir Khadir das Mandat von Mercier in Montreal gewann.
Die Provinzwahl von 2012 in Québec führte zu einem kontinuierlichen Wachstum der Partei. Khadir wurde in Mercier wiedergewählt, und die Parteisprecherin Françoise David war im Wahlkreis Gouin erfolgreich. Die Partei verdoppelte ihre Stimmen und Mandate. Ihre Popularität wuchs durch ihre Unterstützung der Studentenproteste in Québec 2012. Nach der Wahl trat Khadir als Parteisprecher zurück. André Frappier fungierte als Interimsparteisprecher, bis Andrés Fontecilla am 5. Mai 2013 gewählt wurde.
David und Frontecilla führten die Partei zu den Provinzwahlen 2014, bei denen Manon Massé in Wahlkreis Sainte-Marie-Saint-Jacques gewählt wurde, womit Québec solidaire nun drei Sitze in der Nationalversammlung von Québec hatte. Am 19. Januar 2017 gab Françoise David aus gesundheitlichen Gründen ihren sofortigen Rücktritt als Parteisprecherin und als Mitglied der Nationalversammlung bekannt.
Im März 2017 schloss sich Gabriel Nadeau-Dubois, einer der Anführer der Studentenproteste, der Partei als Kandidat für die Nachwahl in Gouin an. Auf dem Parteitag 2017 wurden Massé und Nadeau-Dubois als Nachfolger von David und Fontecilla zu Parteisprecherin gewählt. Auf dem Parteitag 2017 stimmte die Partei gegen eine Zusammenarbeit mit der Parti Québécois. Die Parteimitglieder stimmten jedoch einem Zusammenschluss mit der Mitte-links und souveränistischen Partei Option nationale zu.
Bei der Provinzwahl 2018 konnte die Partei einen großen Zuwachs an Unterstützung verzeichnen. Die Parteisprecherin Massé machte mit ihrem Auftritt in den Debatten auf die Partei aufmerksam, insbesondere durch ihre unverblümte und einfache Sprache. Québec Solidaire erhöhte die Zahl der Mandate von drei auf zehn und erreichte beispiellose 649.503 Stimmen.
Die Partei gewann bei den Provinzwahlen 2022 einen Sitz hinzu, was einer Gesamtzahl von elf entspricht. Sie wurde auch nach Stimmenzahl zur zweitbeliebtesten Partei in der Provinz. Ihr zwölftes Mandat erhielt die Partei bei einer Nachwahl im März 2023. Guillaume Cliche-Rivard gewann den Wahlkreis des ehemaligen Vorsitzenden der Parti libéral du Québec, Dominique Anglade.

## „Collectives“ der Partei
Quebec solidaire erkennt politische Zusammenschlüsse innerhalb der Partei an, die als „Collectives“ bezeichnet werden. Die „Collectives“ dürfen ihre Ansichten innerhalb der Partei vertreten. Aktuelle „Collectives“ umfassen:
- Alternative socialiste, die Québec-Sektion der International Socialist Alternative
- Décroissance conviviale, ein Collective, das sich für Wachstumskritik einsetzt
- Gauche Socialiste, die Québec-Sektion der wiedervereinigten Vierten Internationalen
- Laïcité, ein Collective, das die Trennung zwischen Staat und religiösen Institutionen fördert
- Mass critique, ein antikapitalistisches Collective
- Option nationale, ehemals von 2011 bis 2017 als eigenständige Partei aktiv
- Socialisme Internationale, die Québecer Sektion der International Socialist Tendency
- Tendance Marxiste Internationale, die Québecer Sektion der International Marxist Tendency

## Wahlergebnisse
Ergebnisse bei den Wahlen zur Nationalversammlung:
| Wahl | Sitze total | Kandi- daten | Gew. Sitze | Stimmen | Anteil  |
| ---- | ----------- | ------------ | ---------- | ------- | ------- |
| 2007 | 125         | 123          | 0          | 144.418 | 3,64 %  |
| 2008 | 125         | 122          | 1          | 122.618 | 3,78 %  |
| 2012 | 125         | 124          | 2          | 263.111 | 6,03 %  |
| 2014 | 125         | 124          | 3          | 323.367 | 7,63 %  |
| 2018 | 125         | 125          | 10         | 648.406 | 16,08 % |
| 2022 | 125         | 124          | 11         | 633.414 | 15,43 % |

## Parteisprecher
| Name                     | Vorsitz                    |
| ------------------------ | -------------------------- |
| Amir Khadir              | 2006–2012                  |
| Françoise David          | 2006–2017                  |
| André Frappier           | 2012–2013 (interimistisch) |
| Andrés Fontecilla        | 2013–2017                  |
| Manon Massé              | 2017–2023                  |
| Émilise Lessard-Therrien | 2023–2024                  |
| Christine Labrie         | 2024 (interimistisch)      |
| Gabriel Nadeau-Dubois    | 2017–2025                  |
| Ruba Ghazal              | seit 2024                  |
| Guillaume Cliche-Rivard  | seit 2025 (interimistisch) |